# Lista dos cinquenta municípios mais populosos do interior do Nordeste do Brasil

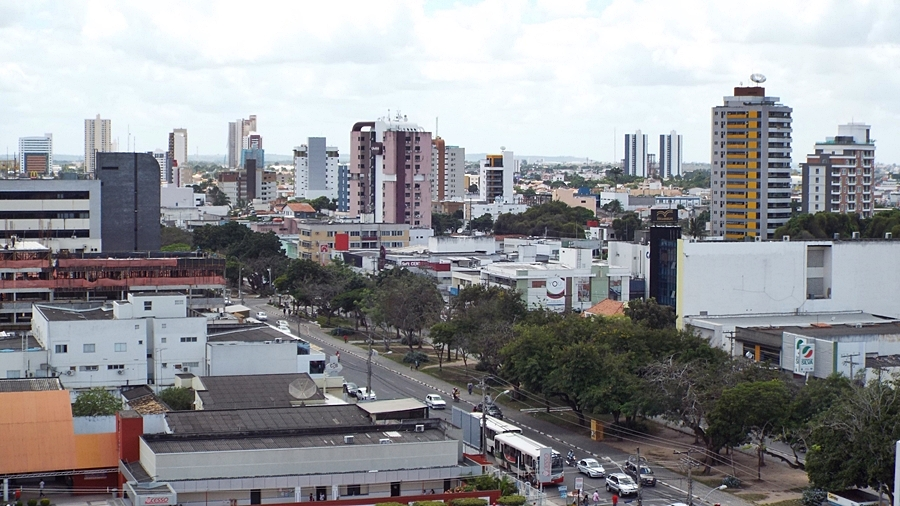
Feira de Santana na Bahia é a maior cidade do interior nordestino.

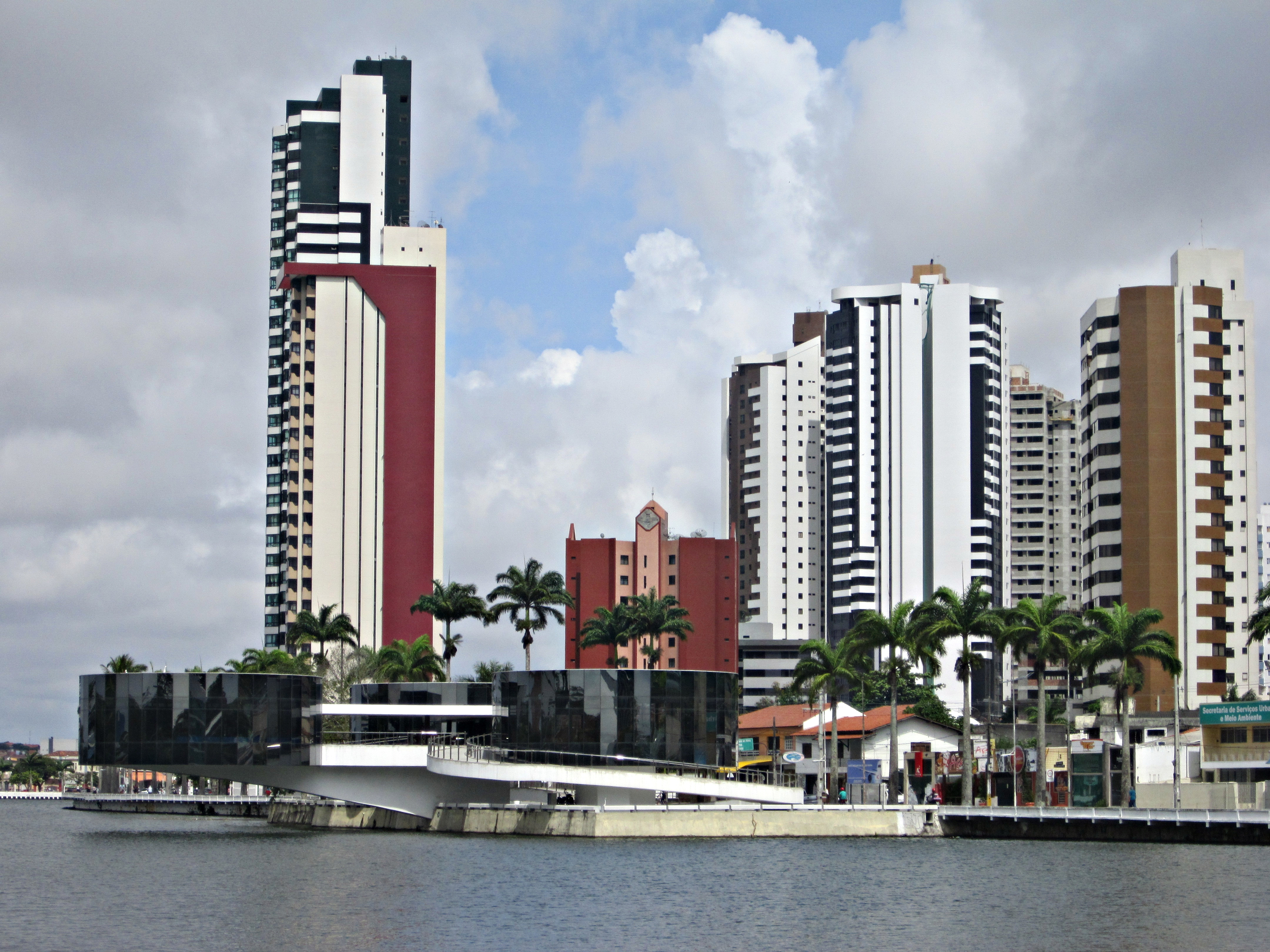
Campina Grande na Paraíba é a segunda cidade mais populosa do interior nordestino.

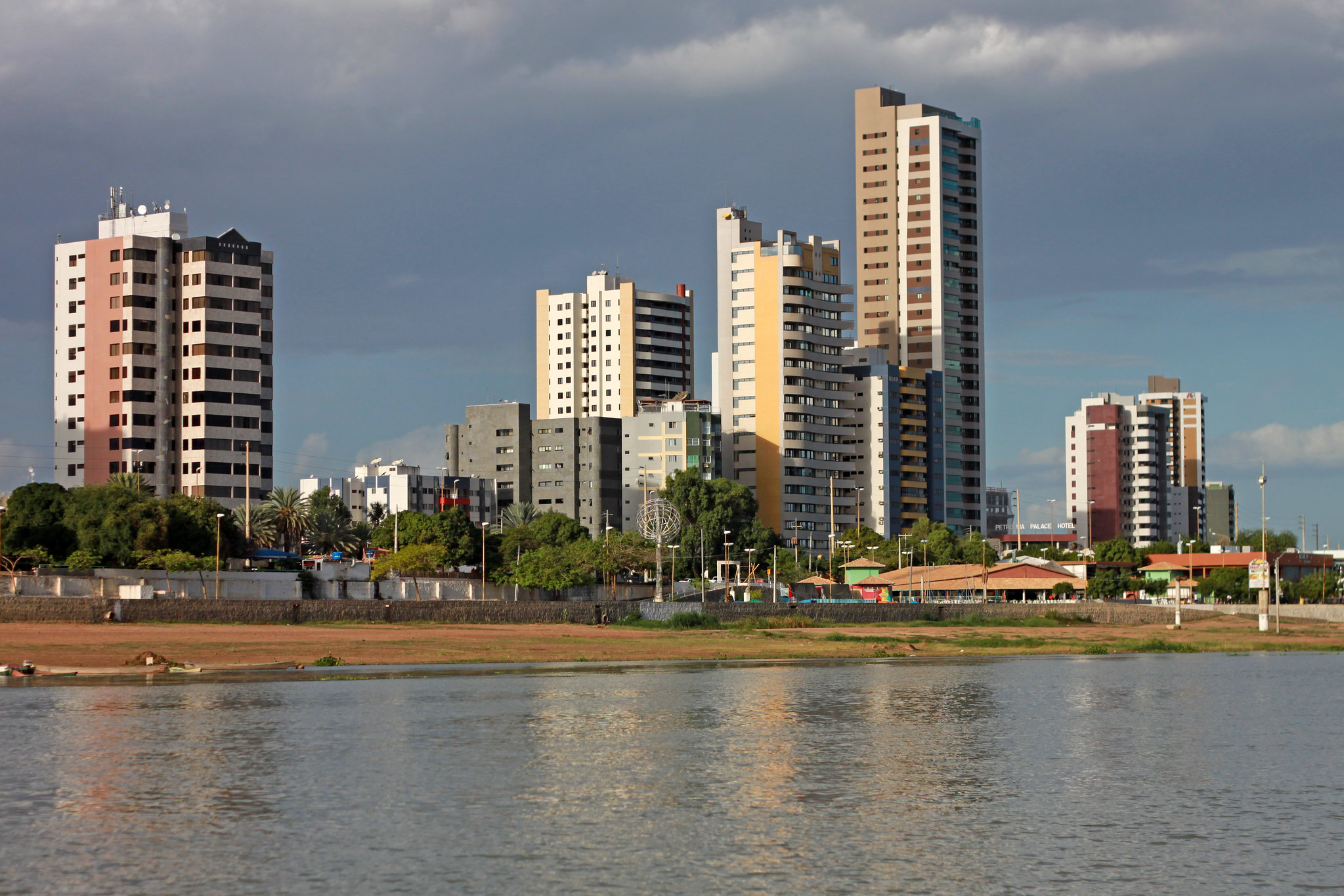
Petrolina em Pernambuco é a terceira cidade mais populosa do interior nordestino.

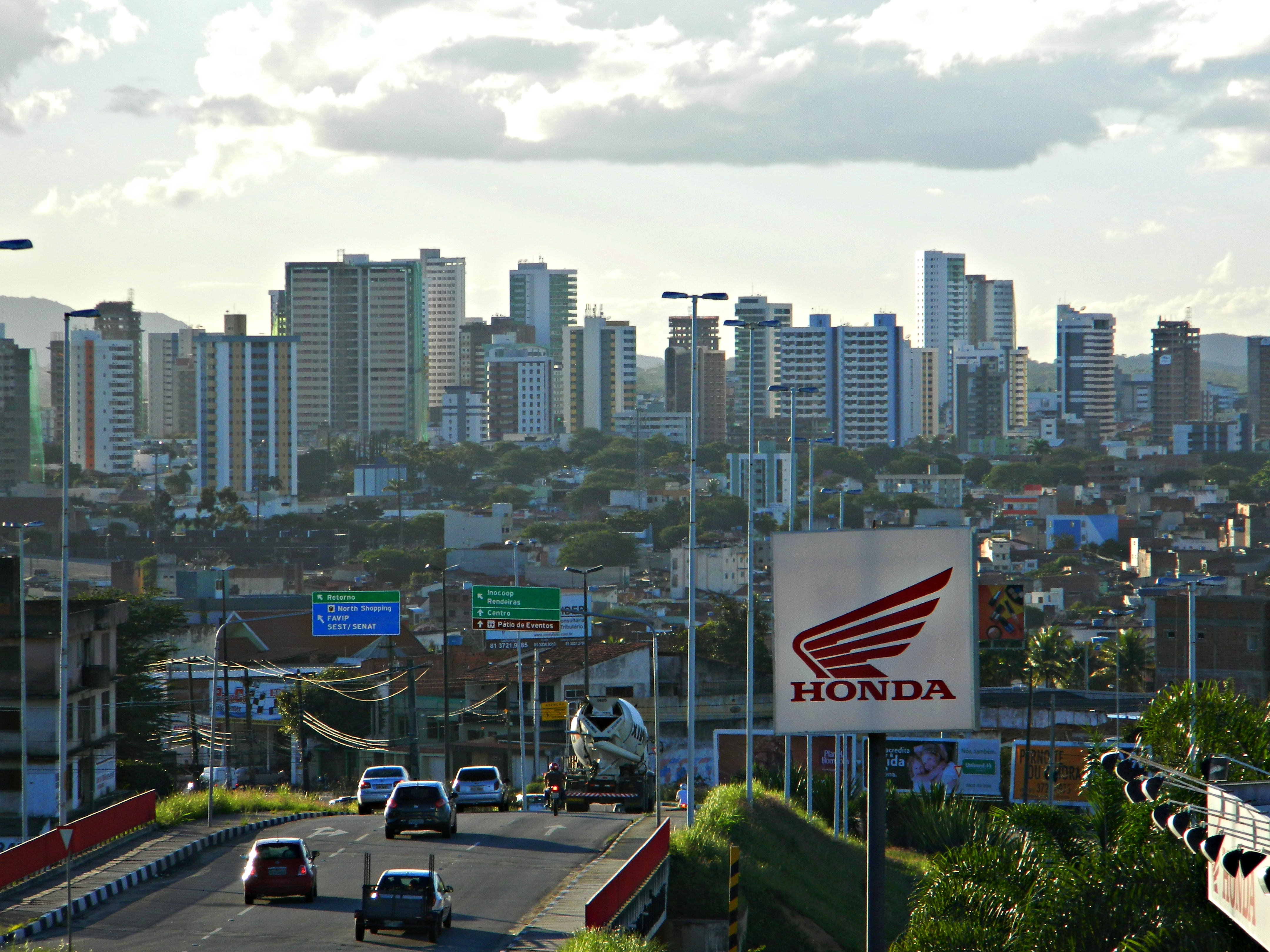
Caruaru em Pernambuco é a quarta cidade mais populosa do interior nordestino.

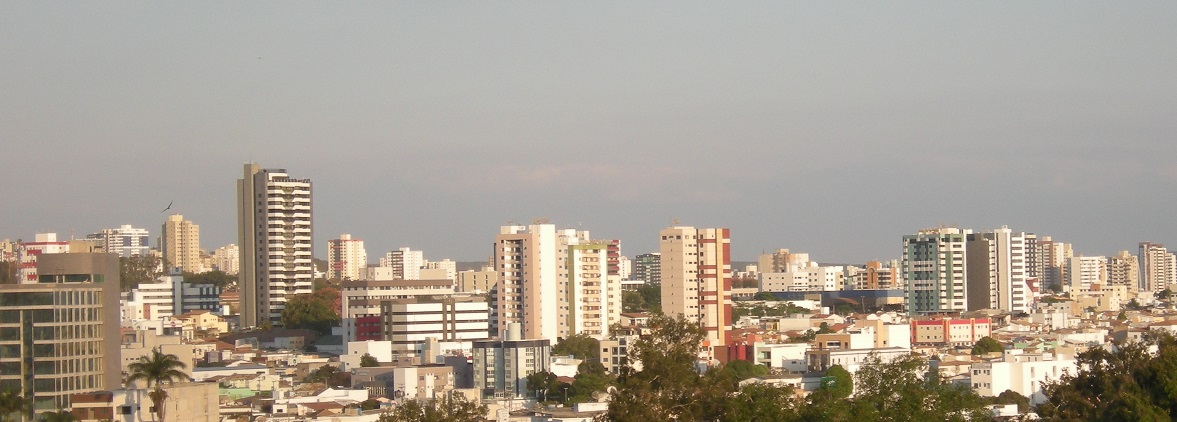
Vitória da Conquista na Bahia é a quinta cidade mais populosa do interior nordestino.

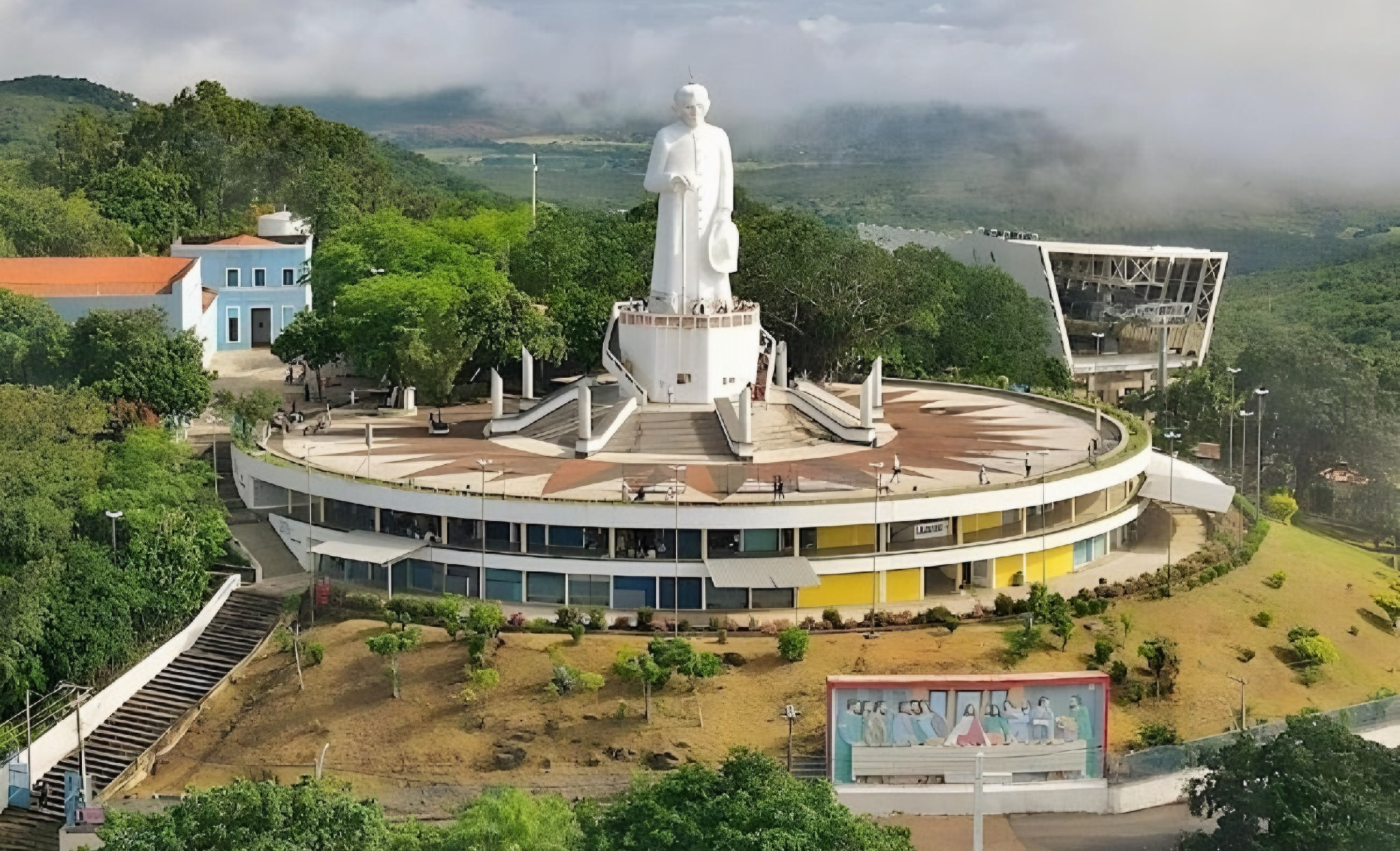
Juazeiro do Norte no Ceará é a sexta cidade mais populosa do interior nordestino.

Esta é a lista dos cinquenta municípios mais populosos do interior da Região Nordeste do Brasil, excetuando municípios incluídos em regiões metropolitanas das capitais estaduais nordestinas. Os dados são com as estimativas populacionais do IBGE 2024 para os munícipios brasileiros .

## Municípios
| Num. | Município                | UF                  | População |
| ---- | ------------------------ | ------------------- | --------- |
| 1    | Feira de Santana         | Bahia               | 657.948   |
| 2    | Campina Grande           | Paraíba             | 440.939   |
| 3    | Petrolina                | Pernambuco          | 414.083   |
| 4    | Caruaru                  | Pernambuco          | 402.290   |
| 5    | Vitória da Conquista     | Bahia               | 394.024   |
| 6    | Juazeiro do Norte        | Ceará               | 303.004   |
| 7    | Imperatriz               | Maranhão            | 285.146   |
| 8    | Mossoró                  | Rio Grande do Norte | 278.034   |
| 9    | Juazeiro                 | Bahia               | 254.481   |
| 10   | Arapiraca                | Alagoas             | 243.661   |
| 11   | Sobral                   | Ceará               | 215.286   |
| 12   | Itabuna                  | Bahia               | 196.676   |
| 13   | Ilhéus                   | Bahia               | 189.028   |
| 14   | Timon                    | Maranhão            | 182.241   |
| 15   | Porto Seguro             | Bahia               | 181.007   |
| 16   | Barreiras                | Bahia               | 170.667   |
| 17   | Parnaíba                 | Piauí               | 169.552   |
| 18   | Jequié                   | Bahia               | 168.733   |
| 19   | Caxias                   | Maranhão            | 163.428   |
| 20   | Alagoinhas               | Bahia               | 160.662   |
| 21   | Teixeira de Freitas      | Bahia               | 153.332   |
| 22   | Garanhuns                | Pernambuco          | 151.064   |
| 23   | Vitória de Santo Antão   | Pernambuco          | 143.799   |
| 24   | Crato                    | Ceará               | 138.232   |
| 25   | Itapipoca                | Ceará               | 137.892   |
| 26   | Eunápolis                | Bahia               | 120.515   |
| 27   | Paulo Afonso             | Bahia               | 119.128   |
| 28   | Codó                     | Maranhão            | 118.295   |
| 29   | Luís Eduardo Magalhães   | Bahia               | 116.662   |
| 30   | Açailândia               | Maranhão            | 110.506   |
| 31   | Santo Antônio de Jesus   | Bahia               | 109.267   |
| 32   | Itabaiana                | Sergipe             | 108.408   |
| 33   | Patos                    | Paraíba             | 107.774   |
| 34   | Bacabal                  | Maranhão            | 107.620   |
| 35   | Balsas                   | Maranhão            | 106.094   |
| 36   | Lagarto                  | Sergipe             | 105.558   |
| 37   | Santa Cruz do Capibaribe | Pernambuco          | 104.277   |
| 38   | Iguatu                   | Ceará               | 102.251   |
| 39   | Serra Talhada            | Pernambuco          | 98.143    |
| 40   | Guanambi                 | Bahia               | 93.065    |
| 41   | Gravatá                  | Pernambuco          | 91.887    |
| 42   | Araripina                | Pernambuco          | 90.104    |
| 43   | Valença                  | Bahia               | 90.028    |
| 44   | Quixadá                  | Ceará               | 88.483    |
| 45   | Santa Inês               | Maranhão            | 88.167    |
| 46   | Pinheiro                 | Maranhão            | 87.919    |
| 47   | Barra do Corda           | Maranhão            | 87.672    |
| 48   | Jacobina                 | Ceará               | 86.649    |
| 49   | Picos                    | Piauí               | 86.228    |
| 50   | Tianguá                  | Ceará               | 86.137    |